# Liste der Monuments historiques in Cormoyeux
Die Liste der Monuments historiques in Cormoyeux führt die Monuments historiques in der französischen Gemeinde Cormoyeux auf.

## Liste der Objekte
| Bezeichnung | Beschreibung          | Standort                        | Kennzeichnung | Schutzstatus | Datum | Bild |
| ----------- | --------------------- | ------------------------------- | ------------- | ------------ | ----- | ---- |
| Glocke      | Bronze, 1544 gegossen | in der Kirche St-Clément (Lage) | PM51000315    | Classé       | 1905  |      |